# John Blitheman
John Blitheman [Blytheman] (vers 1525 - Londres, 23 mai 1591) est un organiste et compositeur anglais. Le prénom William est utilisé dans le Fitzwilliam Virginal Book, mais tous les documents semblent attester le prénom de John.
On ne connaît rien de sa vie avant qu'il ne soit nommé comme choriste de la cathédrale Saint Paul dans les années 1540, puis à la cathédrale Christ Church d'Oxford, dans la décennie suivante ; il y est chapelain en 1555. Puis il est engagé à la Chapelle Royale entre 1558 et à sa mort, et est en outre nommé maître de chœur de Christ Church en 1564.
Blitheman est le successeur de Thomas Tallis en 1585 au poste d'organiste de la Chapelle Royale, et maître de John Bull, qui lui succède à la Chapelle Royale à sa mort en 1591.

## Œuvres
Pièces pour clavier
La plus importante source est le Mulliner Book (British Library Add. Ms. 30513) qui contient les quinze pièces qui ont survécu. 
- Christe qui lux es et dies
- Christe redemptor omnium
- Eterne rerum conditor [I] (no 49)
- Eterne rerum conditor [II]
- Eterne rerum conditor [III]
- Eterne rerum conditor [IV]
- Excellent Meane
- Felix Namque
- Gloria tibi Trinitas [I]
- Gloria tibi Trinitas [II]
- Gloria tibi Trinitas [III] = Fitzwilliam no 50
- Gloria tibi Trinitas [IV]
- Gloria tibi Trinitas [V]
- Gloria tibi Trinitas [VI]
- Te Deum
- [Pièce sans titre] (no 27)

Quelques autres dans le manuscrit Drexel de 1512 conservé à la New York Public Library. Son troisième In nomine se trouve aussi dans le Fitzwilliam Virginal Book (no 50). Un In nomine se trouve dans le Lady Nevill's Virginal Book (British Library, Add. Ms 30485)
Pièces vocales
- In pace in idipsum

## Éditions
- The Mulliner Book, édition Denis Stevens Musica Britannica vol 1, 1951, rev. 1954 chez Stainer & Bell  (ISBN 0 85249 401 7)
- In pace in idipsum, chez Novello 156

## Discographie
- Tudor Organ Music, Carl Smith, orgue (Naxos 8.570 142) Contient huit pièces.